# Monte Namsan
El monte Namsan (coreano: 남산, "Montaña del Sur") es un pico de 494 metros de altura en el corazón del parque nacional Gyeongju, al sur de Gyeongju, en Corea del Sur. La montaña es de fácil acceso desde la ciudad y atrae a un gran número de turistas nacionales. Namsan cubre un área de unos 8 km de norte a sur y de 12 km de este a oeste. Se han contado 40 valles y 180 picos aproximadamente de los que el Geumobong (468 m) y el Gouibong (495 m) son los más conocidos. 

## Vestigios culturales
Namsan conserva numerosos vestigios culturales e históricos y en la actualidad forma parte del área histórica que rodea Gyeongju y que fue añadida a la lista de Patrimonio de la Humanidad de la Unesco en 2000.
Muchos de los restos pertenecen al periodo Silla, incluidas algunas tumbas de mandatarios de ese reino. Hay cientos de restos repartidos por la montaña. Poseokjeong es uno de los más famosos de entre estos lugares, a los pies del Namsan. Otros vestigios incluyen arte budista coreano, esculturas, unos 80 relieves tallados, 60 pagodas de piedra y ruinas de casi 100 templos y palacios construidos en su mayoría entre los siglos VII y X. 12 de estas reliquias reciben la consideración de tesoros nacionales.
La concentración de restos es particularmente alta en las laderas del lado oeste del Namsan. Se supone que las ruinas reflejan el ascenso y caída del reino de Silla. Del pozo Najeong, lugar del nacimiento místico del rey Bak Hyeokgeose, fundador de la dinastía Silla, solo queda una piedra con inscripciones. Según la leyenda, un día del 69 a. C., Seobeol (cacique de la aldea Goheo) observó un caballo blanco postrado ante el pozo Najeong. Cuando se acercó al lugar para mirar más de cerca el caballo desapareció pero en su lugar encontró un huevo del que surgió un niño que fue elegido para convertirse en rey a la edad de 13 años.
El santuario Yangsanjae fue construido en honor de los legendarios líderes tribales que vivían en seis pueblos diseminados por la llanura en la que más tarde fue fundada Serabeol, nombre de Gyeongju durante el periodo Silla. Otro lugar famoso es el de las tres estatuas de piedra de Buda en Bae-ri, que consta de tres figuras de Buda talladas en la roca. Se ha levantado un techo recientemente para proteger las estatuas.
La estatua de piedra de Buda sentado en el Valle Mireuk  y la imagen del Bodhisattva sentado tallada en un muro de piedra en Sinseonam  son dos de los tesosos nacionales. Además de estos tesoros hay lugares de importancia local como la figura sentada de Sakyamuni tallada en una roca en el Valle Samneung.  Esta representación mide unos siete metros de altura y unos 5 metros de ancho. Es la mayor estatua sentada de Namsan. Un ejemplo de templo histórico es el de Cheongwansa.
Namsan es apreciado entre los turistas no solo por sus ruinas del periodo Silla sino también por la belleza de sus paisajes y su naturaleza.

## Galería
|                                |
| Bodhisattva tallado en piedra. |

|                             |
| Pagoda de piedra en Namsan. |

|                                                                 |
| Relieve de Buda tallado en piedra en Namsan, cerca de Gyeongju. |